# تبعیض جنسیتی معکوس
تبعیض جنسیتی معکوس (انگلیسی: Reverse sexism) اصطلاحی از تبعیض جنسیتی است که هدف آن مردان و پسران هستند.
این شکل از تبعیض جنسی شامل هر گونه تعصب یا تبعیض علیه مردان و پسران است. این تبعیض می‌تواند شامل کلیشه‌هایی باشد که ممکن است بر مردان تأثیر منفی بگذارد.

## تاریخچه
مفهوم تبعیض جنسیتی معکوس اولین بار در دههٔ ۱۹۶۰ و همزمان با ظهور جنبش‌های آزادی‌بخش زنان و جنبش‌های فمینیستی ثبت شد. یک جنبش آزادی‌بخش مردان به رهبری روان‌شناسانی شکل گرفت که معتقد بودند زنانگی و مردانگی رفتارهای اجتماعی هستند و نتیجه ژن‌ها نیستند.